# Вільямсон (Джорджія)
Вільямсон (англ. Williamson) — місто (англ. town) в США, в окрузі Пайк штату Джорджія. Населення — 681 особа (2020).

## Географія
Вільямсон розташований за координатами 33°10′46″ пн. ш. 84°21′47″ зх. д. / 33.17944° пн. ш. 84.36306° зх. д. (33.179581, -84.363161).  За даними Бюро перепису населення США в 2010 році місто мало площу 1,55 км², з яких 1,54 км² — суходіл та 0,01 км² — водойми. В 2017 році площа становила 2,61 км², з яких 2,60 км² — суходіл та 0,01 км² — водойми.

## Демографія
Згідно з переписом 2010 року, у місті мешкали 352 особи в 136 домогосподарствах у складі 96 родин. Густота населення становила 227 осіб/км².  Було 153 помешкання (99/км²).
Расовий склад населення:
| - 84,1 % — білих - 9,9 % — чорних або афроамериканців - 0,6 % — азіатів - 1,4 % — осіб інших рас |

До двох чи більше рас належало 4,0 %. Частка іспаномовних становила 0,9 % від усіх жителів.
За віковим діапазоном населення розподілялося таким чином: 25,0 % — особи молодші 18 років, 63,4 % — особи у віці 18—64 років, 11,6 % — особи у віці 65 років та старші. Медіана віку мешканця становила 34,3 року. На 100 осіб жіночої статі у місті припадало 109,5 чоловіків;  на 100 жінок у віці від 18 років та старших — 109,5 чоловіків також старших 18 років.
Середній дохід на одне домашнє господарство  становив 56 162 долари США (медіана — 42 750), а середній дохід на одну сім'ю — 59 824 долари (медіана — 49 375). Медіана доходів становила 32 031 долар для чоловіків та 30 417 доларів для жінок. За межею бідності перебувало 10,4 % осіб, у тому числі 9,8 % дітей у віці до 18 років та 2,0 % осіб у віці 65 років та старших.
Цивільне працевлаштоване населення становило 149 осіб. Основні галузі зайнятості: роздрібна торгівля — 17,4 %, науковці, спеціалісти, менеджери — 14,8 %, публічна адміністрація — 10,7 %, виробництво — 10,7 %.